# 吳琢
吴琢（1486年—？年），字成甫，江西广信府貴溪縣人，民籍。

## 生平
治《書經》，排行十八，正德八年（1513年）江西鄉試第十五名舉人，年三十八歲中式嘉靖二年（1523年）癸未科會試第一百四十九名，第三甲第一百三十三名進士。三年任河南汝阳县知县。

## 家族
曾祖吴貴琛。祖父吴世隆。父吴尚軫，壽官。母梁氏。永感下。兄瓛、皋、瑛、焕、烜、道南（贡士）、理、弟希祖、希宗。從兄吴道南，字宗甫，贵溪人。正德八年癸酉举人，历官兵部郎中、山东副使，卒于官。